# Stegana spyrotsakasi
Stegana spyrotsakasi är en tvåvingeart som beskrevs av Tsacas 1997. Stegana spyrotsakasi ingår i släktet Stegana och familjen daggflugor.
Artens utbredningsområde är Kenya. Inga underarter finns listade i Catalogue of Life.